# 1879 en philosophie
Chronologie de la philosophie
- 1875
- 1876
- 1877
- 1878
- 1879
- 1880
- 1881
- 1882
- 1883

L’année 1879 a été marquée, en philosophie, par les événements suivants :

## Publications
- Idéographie de Frege.

## Naissances
- 3 juillet : Alfred Korzybski, philosophe et scientifique américano-polonais († 1er mars 1950).

- 27 septembre : Cyril Scott, compositeur, poète, écrivain et philosophe anglais († 31 décembre 1970).